# (9002) 1981 QV2
(9002) 1981 QV2 (1981 QV2, 1990 VK3) — астероїд головного поясу, відкритий 23 серпня 1981 року.
Тіссеранів параметр щодо Юпітера — 3,372.